# Burg Schellenberg (Oberpfalz)
Die Burgruine Schellenberg (auch Burg Schölenberg auf dem Hundtstein genannt) war eine spätmittelalterliche Adelsburg im Oberpfälzer Wald. Sie befindet sich in der Nähe des Ortes Georgenberg nahe dem Skilanglaufzentrum Silberhütte im oberpfälzischen Landkreis Neustadt an der Waldnaab in Bayern. Nordöstlich erhebt sich in Tschechien der Havran (Großer Rabenberg; 894 m). Die Anlage wird als Bodendenkmal unter der Aktennummer D-3-6240-0006 im Bayernatlas als „archäologische Befunde im Bereich der mittelalterlichen Burgruine „Schellenberg““ geführt.
Die Ruine der Gipfelburg auf 826 Metern dient als Aussichtspunkt und ist frei zugänglich. Von einem kleinen hölzernen Aussichtsturm reicht der Ausblick über die Ruine Flossenbürg bis zum Parkstein. Neben den Resten der Burg ist vor allem die Felsformation, auf der sich die Reste befinden, interessant.

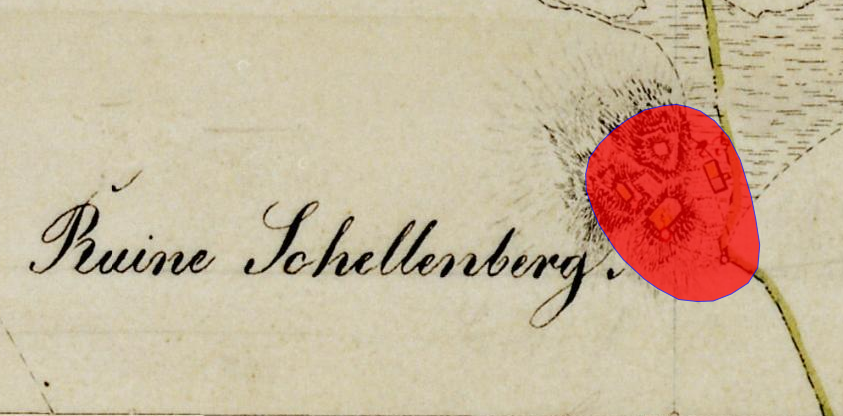
Lageplan der Burgruine Schellenberg auf dem Urkataster von Bayern

## Geografische Lage
Die Burgruine befindet sich in 826 Metern Höhe auf dem felsigen Gipfel des Schellenberges, etwa 3,6 Kilometer östlich von Flossenbürg.
Dort oben stehen mehrere Granit-Felstürme, die zur Anlage einer Burg benutzt worden sind. Am östlichen Fuß der Felstürme, die sich ungefähr in Nordwest-Südost Richtung erstrecken, lag noch eine tieferliegende Vorburg.
Man erreicht die Ruine am besten vom Parkplatz Planer Höhe, wenig östlich von Waldkirch, auf einem Wanderweg.
In der Nähe der Burgruine Schellenberg befinden sich die Ruine Flossenbürg und der Burgstall Haselstein in nordwestlicher Richtung und die Burgruine Leuchtenberg in südwestlicher Richtung.

## Baugeschichte

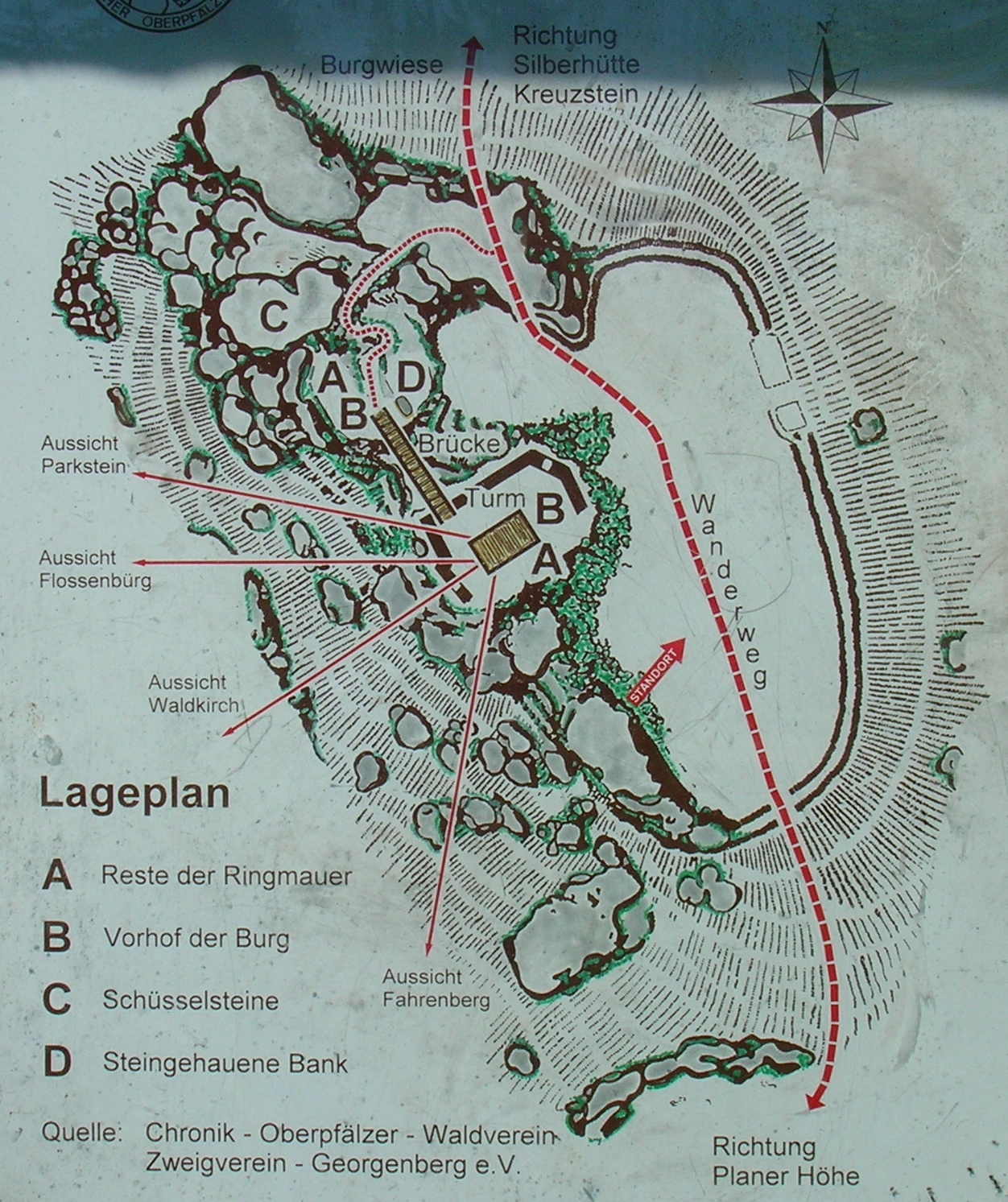
Grundrissplan der Burgruine Schellenberg

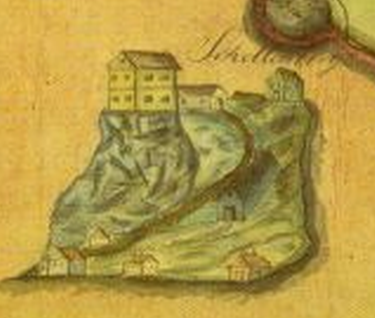
Jagdschloss Schellenberg von 1812

Eine eingehende burgenkundlich-bauhistorische Bewertung der Bausubstanz steht noch aus. Die Burganlage soll 1347 erbaut worden sein, was vorzüglich zur Baugestalt und zur Mauertechnik des etwa 18 × 10 m großen, polygonalen Wohnturms passt. Baudetails sind aufgrund der Sanierung nicht mehr erkennbar, es dürfte sich dennoch um ein homogenes Bauwerk handeln.

## Geschichte der Burg
Gegründet wurde die Burg am 23. August 1347 von den Herren von Waldau auf Waldthurn. 1360 nahm Ulrich von Waldau zu Waldthurn die Burg Schellenberg von König Karl IV. zu Lehen, der sie 1373 an Herzog Otto von Bayern abtrat. Später wurde diese Burg, die damals Lug ins Land genannt wurde, an einen fränkischen Ritter namens Phillip von Guttenberg verpfändet. Im Zuge der Guttenberger Fehde zwischen diesem und seinem Bruder Moritz auf der einen und dem Markgrafen von Brandenburg-Kulmbach auf der anderen Seite wurde die Burg am 11./12. Juli 1498 vom markgräflichen Hauptmann Konrad von Wirsberg erobert und geschleift.
Die Waldthurner lösten die Burgruine zwar anschließend wieder aus, ließen sie jedoch nicht wieder aufbauen. 1540 verkaufte Georg von Waldau und Waldthurn die Herrschaft Waldthurn und mit ihr die Ruine an Wilibald und Albrecht Eitel von Wirsberg, Nachfahren des Zerstörers der Burg. Bis zum Erlöschen der Walthurner Linie im Jahr 1647 blieben die Wirsberger Eigner der Burg, die dann 1648 von Kaiser Ferdinand III. zusammen mit Waldthurn an Wenzel von Lobkowitz verkauft wurde.
Das Geschlecht der Lobkowitz  verfügte bis 1807 darüber. Bis dahin befand sich auf dem Schellenberg noch ein Jagdschloss, 1865 wurde das letzte bewohnte Gebäude abgerissen. Reste der Burg haben sich jedoch bis heute erhalten.

## Baubestand
Weithin sichtbar thront die Ruine des Wohnturms in 826 m ü NN auf einem gewaltigen, fast 10 m hohen Granitfels, der sich von einer bewaldeten Bergkuppe erhebt. Der wiederhergestellte Zugang über einen Steg vom benachbarten Felskopf, auf dem noch Spuren eines Gebäudes verbleiben, führt zum Westeck eines länglichen Wohnturms. Dessen Giebelseiten nach Nordost und Südwest winkeln mehrfach ab. Die noch bis zu 9 m hohen und bis zu 2 m starken Mauern aus Bruchstein mit gequaderten Ecken haben kaum Baudetails bewahrt, die gesamte Südostseite ist weitgehend abgegangen. Das Mauerwerk ist heute saniert und durch einen hölzernen Steg erschlossen. Zweifelsohne nutzte die Burganlage die vielen einzelnen Granitblöcke, um diese mit Mauern zu verbinden und zu überbauen.
In dem Lobkowitzer Salbuch von 1666 heißt es zu Schellenberg: „Daselbsten ist von alters eine Festung auf einem hohen Fels gebaut gewest, mit einer Schlag- oder Aufzugpruck und einem einzigen Ein- und Ausgang, so mit Vorhöfen und Ringmauern umfangen, daran ein großer hoher Fels, den man den Hundsstein nennet, welche aber nit bewohnt, daher es an Dach und Zimmerwerk ganz eingegangen, und anders nicht mehr vorhanden, als gedachter Hundsstein, dann auf dem Felsen von dem Schloß die Mauern von ziemlicher Höhe, so noch wohl zu bedecken und zu reparien wärn, aber die Vorhofsmauern ist ganz zugrund verfallen und mit sehr großem Hochwald verwachsen, daß wegen Größe und Dicke des Waldes von der Festung, bis man an die Mauern kommt, nichts zu sehen ist. Allda soll auch eine Marktgerechtigkeit gewest sein, die ebenfalls der gnädigen Herrschaft gehörte, allein weil derzeit alles mit Wald eingenommen, ist auch von keiner Marktstadt zu sehen.“ Nach Osten war halbkreisförmig die Vorburg vorgelagert, an deren Tor in der Ostfront sich ein gewölbter Keller erhalten hat.
Heute ist die Burgruine saniert, durch einen Steg vom Nachbarfels her erschlossen und mit einem hölzernen Aussichtsturm versehen. Die Burg kann besichtigt werden.